# Chronique des années de braise
Chronique des années de braise (àrab: وقائع سنين الجمر, Waqāʾiʿ sinīn al-jamr), en català Crònica dels anys de brasa, és una pel·lícula algeriana realitzada per Mohamed Lakhdar-Hamina, estrenada el 1975.

## Argument
La pel·lícula té 6 parts: 
1. Els Anys de Cendra.
2. Els Anys de Brasa.
3. Els Anys de Foc.
4. L'Any de la Carreta.
5. L'Any de la Càrrega.
6. L'11 de novembre de 1954.

La història de la pel·lícula comença el 1939 i acaba l'11 de novembre de 1954 i, a través d'indicacions històriques, intenta explicar que l'1 de novembre de 1954 (data d'inici de la Revolució Algeriana) no és un accident de la història, sinó el resultat d'un llarg trajecte que va emprendre el poble algerià l'endemà del 5 de juliol de 1830.

## Repartiment
- Mohammed Lakhdar-Hamina: el contista boig
- Yorgo Voyagis: Ahmed
- Cheikh Noureddine: l'amic
- François Maistre: el capatàs de la pedrera
- Henry Czarniak
- Hassan El Amir
- Brahim Haggiag
- Hassan El-Hassani
- Leila Shenna: la dona
- Yahia Benmabrouk
- Hadj Smaine
- Sid Ali Kouiret
- Larbi Zekkal
- Jacques David
- Hadj Smaine Mohamed Seghir: savi del poble

## Al voltant de la pel·lícula
La pel·lícula va ser totalment rodada a la ciutat de Laghouat, un oasi del sud algerià ple de color i de contrastos, i al mercat de Ghardaia.

## Premis
- Palma d'Or al Festival Internacional de Cinema de Canes de 1975[3]